# Порнофільм

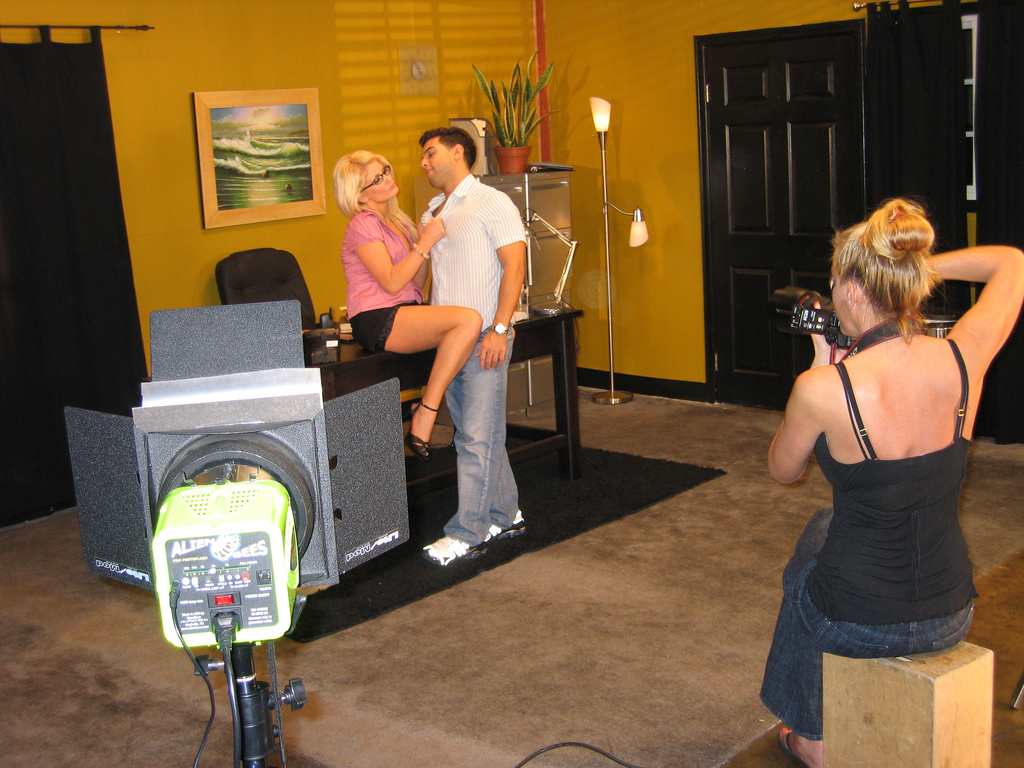
На зйомках порнофільму

Порнофі́льм — кінофільм, що містить порнографічні матеріали. У порівнянні з еротичним фільмом містить більш відверті зображення і дії; статевий акт не вуалюється і є основним сюжетом. У багатьох країнах публічна демонстрація таких фільмів заборонена, дозволений тільки показ у закритих клубах і поширення на відео.

## Індустрія
Основна маса індустрії розташована у США у San Fernando Valley. Тому часто при підрахунках загальних прибутків галузі нехтують іншими країнами.
Було зроблено багато спроб підрахувати прибутки галузі. Серед найбільших оцінок $10–13 мільярдів, з яких $4–6 мільярдів є легальними. У 2001 журнал Forbes оприлюднив дані, згідно з якими дохід від $2,5 до 4 мільярдів.

### Порноактори

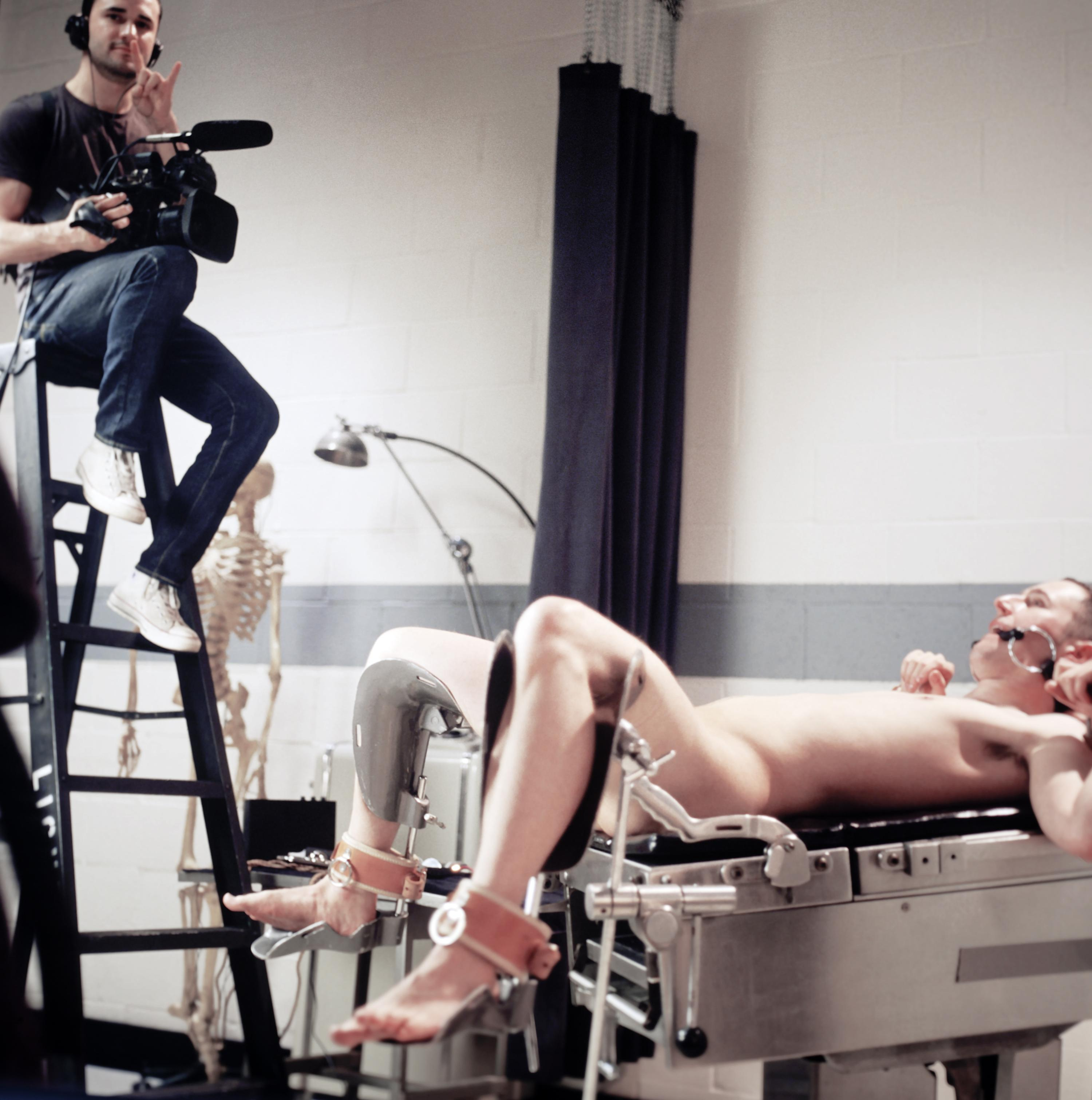
Знімальний майданчик для медичної сцени фетишизму

Порнографічні фільми намагаються представити сексуальну фантазію й акторів, спеціально обраних для конкретної ролі. Залежно від жанру фільму, на екрані зовнішній вигляд і фізичні особливості основних учасників, їх здатність створювати сексуальний настрій фільму, мають вирішальне значення. Більшість акторів спеціалізуються на певних жанрах. Також незалежно від жанру, більшість суб'єктів повинні з'являтися оголеними в порнофільмах.

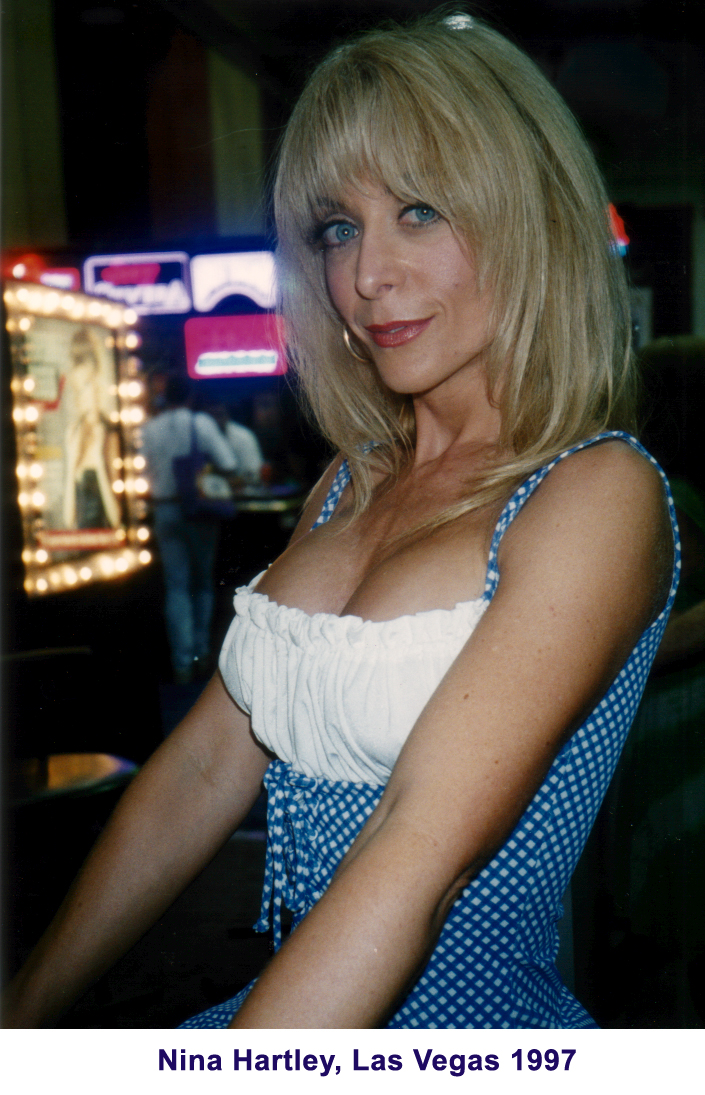
Ніна Хартлі на виставці відео для дорослих, Лас-Вегас, 1997.

У гетеросексуальних сексфільмах основний акцент робиться на жінках, які в основному обираються за їхню готовність і досвід виконувати необхідні статеві акти, їхній зовнішній вигляд на екрані. Зовнішність же більшості чоловіків-виконавців у гетеросексуальній порнографії зазвичай має менше значення, на відміну від їхньої сексуальної майстерності, здатності робити дві речі: досягти ерекції на знімальному майданчику й еякуляції у необхідний відрізок часу.
Традиційно порнографічні кіноактори виступають під псевдонімами, щоб підтримувати деякий рівень анонімність. Ймовірно, першою такою порнозіркою була Лінда Лавлейс (псевдонім) зі Сполучених Штатів, яка зіграла головну роль у фільмі 1972 р. Глибоке горло. Кейсі Донован, зірка першого класичного порнофільму Хлопчики на піску 1971 р. досягнув визнання майже за рік до дебюту Глибоке горло. Успіх Глибокого горла, який зібрав мільйони доларів по всьому світу, породив безліч інших фільмів і порнокінозірок, таких як Мерилін Чамберс (За зеленими дверима), Глорія Леонард, Джорджина Спелвін (Диявол у Міс Джонс) і Бембі Вудс. Інші відомі виконавці з 1970-х і початку 1980-х включають Сека, Джон Холмс, Джинджер Лінн Аллен, Вероніка Харт, Ніна Хартлі та Амбер Лінн.

## Заборона
У багатьох країнах закон дозволяє створювати і поширювати порнографічну продукцію, однак є певні обмеження. Порнографія також заборонена в деяких країнах, особливо в мусульманському світі і Китаї, але й може бути доступною через Інтернет, в деяких з цих країн.
В Україні згідно із законом «Про захист суспільної моралі від продукції, що пропагує порнографію», який набув чинності у 2003 році, виробництво й продаж продукції порнографічного характеру в Україні заборонені в будь-якій формі. Виробництво й поширення порнографії карають позбавленням волі терміном до п'яти років, а повторні порушення — терміном до десяти років.

## Відомі порнографічні фільми
- Безкоштовна поїздка — найстаріший порнофільм.
- «Глибоке горло» (1972)